# 科阿谷和席尔加·维德的史前岩石艺术遗址
科阿谷和席尔加·维德的史前岩石艺术遗址是联合国教科文组织授予的一处跨国世界遗产，由以下两部分组成：
- 位于葡萄牙的科阿峡谷史前岩石艺术遗址，1998年申报列入。
- 位于西班牙的席尔加•维德岩史前岩石艺术遗址（西班牙语：Siega_Verde），2010年扩展项目。